# てんむす
『てんむす』は、稲山覚也による日本の漫画作品。『週刊少年チャンピオン』（秋田書店）にて、2011年10号から2012年53号まで連載された。
食いしん坊の女の子を主人公にした、大食い競技を描いた漫画である。作中では、大食い競技を、ただたくさん食べればいいということではなく、スポーツと同様にテクニックや体力などを必要とする、しっかりとした競技として描いている。
作品の取材協力として、テレビ東京の番組『元祖!大食い王決定戦』がクレジットされている。また、本作は名古屋を主な舞台としているため、同じく名古屋を拠点に活動するアイドルグループ「SKE48」の一員である松井玲奈（現在は卒業）が、単行本に帯コメントを寄せたことがある。その後も、松井玲奈は本作の単行本を入手している姿を公表している。

## あらすじ
食べることが大好きな、食いしん坊な少女・春風天子。しかし、天子は女の子らしくなるために、高校入学を機に食いしん坊をやめようとしていた。そんな天子を、上級生の荒木遊がクラブに勧誘する。その部活動とは、食い道部。女の子らしくなることと、たくさん食べること。2つを両立できる部活動を見つけた天子は、部の仲間達と共に、天を目指し、食の道を駆けていく!!

## 登場キャラクター

### 結日高校
春風 天子（はるかぜ てんこ）
主人公。結日（むすび）高校1年生。長い髪をお団子結びにし、ツインテールにしている女の子。実家は神社。
中学1年生の時、クラスメイトの前で団子を大量に食べてしまったことから「食いしん坊のダンゴ」というあだ名を付けられ、それ以来、大食いキャラとして定着してしまい、女の子扱いされなくなったことにコンプレックスを抱いていた。運動も勉強も苦手で、得意なのは食べることだけ。また、精神面が脆い一面もある。
高校入学をきっかけに、食いしん坊であることを隠して女の子らしくなろうとしていた。しかし、食い道部の部長である百理亜が美女であったため、食い道部を「女の子らしくご飯をいっぱい食べる部活動」と認識し、食い道部に入部する。
荒木 遊（あらき ゆう）
2年生。食い道部部員。金髪に染めた頭にバンダナをつけており、小柄な体格ながら元気は人一倍。口調は名古屋弁風。そば屋で出会った天子を食い道部にスカウトする。8月5日生まれ。
井端 二子（いばた にこ）
2年生。食い道部部員。眼鏡をかけた女生徒。大食い競技に関しての知識は豊富だが、あがり症で人見知りが激しい。10月10日生まれ。
忍足 九士朗（おしたり きゅうしろう）
3年生。食い道部マネージャー。伸ばした前髪で左目を隠している、美形の男子学生。病院の2代目で、大金持ち。大勢の執事が彼1人のために仕えている。アイドルマニアでもある。
病院の跡継ぎであったため、幼少の頃から大勢の大人たちにかしずかれてきた。その影響で高校入学当時は非常に傲慢な性格になっていたが、百理亜に出会ったことで他人を応援する楽しさを知り、また食い道部の先輩達から徹底的にしごかれたおかげで、現在のような礼儀正しい紳士的な若者になった。
立浪 百理亜（たつなみ ゆりあ）
3年生。食い道部部長。長い黒髪の美女。結日高校食い道部の創設者。
八尺 哲（やさか てつ）
1年生。天子の幼馴染で、「八尺そば」というそば屋の息子。天子のことが好きだが、その想いは伝わっていない。自身も料理をするため、食べ物を粗末にするような大食い競技を嫌っていた。

### 天子の家族
春風 正数（はるかぜ まさかず）
天子の弟。姉と仲が良く、ツッコミ役として食卓を賑わす。
春風 梅次朗（はるかぜ うめじろう）
天子の祖父。天子を溺愛しており、天子の写真を撮ることを楽しみにしている。
春風 蒼子（はるかぜ そうこ）
天子の母。時に厳しく、時に優しく天子を見守る。中学時代は天子と同じ髪型をしており、その容姿は天子と瓜二つであった。

### 尾張大付属高等学校
平成22年度の天食祭中部地区予選優勝校。
赤西 陽菜（あかにし ひな）
尾張大付属高の3年生で、食い道部の部長で部の創設者。髪をポニーテールにした、凛とした雰囲気を持つ少女。平成22年度の天食祭本選に出場した経験がある。普段はクールだが溺愛している弟の前だと別人のような笑顔を見せる。黄桜や青葉とは小学生の頃からの友人。
黄桜 メイ子（きざくら メイこ）
3年生。おしゃべりが好きなメガネをかけた少女。大会におけるオーダーや作戦などの立案を担う参謀役。
青葉 響香（あおば きょうか）
2年生。なるとほっぺが特徴。
緑井 亀子（みどりい かめこ）
1年生。大きな荷物をずっと背負っている。
紫乃 ゆかり（しの ゆかり）
3年生。赤西をライバル視している。

### 私立桜学院喰い道部
1年生4名で組まれた新設部。
福留 桃香（ふくどめ ももか）
1年生。眼鏡をかけた女の子。非常にドジ。
梅田 タエ（うめだ タエ）
1年生。顔をガングロにした今風のギャル。桃香とは小学校の頃からの付き合い。
松風 カズエ（まつかぜ カズエ）
1年生。濃い目の化粧をして眼鏡をかけた図体が大きい女学生。
竹下 圭（たけした けい）
1年生。化粧が濃くて図体が大きい女学生。

### 龍星学院
天咲 花（あまさき はな）
駆け出しのアイドル。食いしん坊キャラとして売り出そうと目論んでいたが、焼肉屋で開催された大食い大会で天子に敗れる。そのため天子へのリベンジを誓って、天食祭に龍星学院の食い道部の一員として参加。
三ヶ月 かずえ（みかづき かずえ）
食い道部部長。普段は髪が乱れ服装も崩れるなど、締まりがない。
蒼雲 ウタエ（そううん ウタエ）
3年生。食い道部マネージャー。元は応援団員。三ヶ月に心酔している。
風間 由美（かざま ゆみ）
食い道部部員。前髪を切り揃えたおかっぱ頭の少女。
雪見 音々（ゆきみ ねね）
食い道部部員。おっとりとしたお嬢様風の少女。

### 長野女子体育大学付属高校
スポーツ推薦で入学した学生が大半を占めるスポーツ名門校。食い道部は創設2年目。部員は、怪我が原因で部を辞めざるを得なかったスポーツ特待生たち。
原田 みつ（はらだ みつ）
食い道部部長。3年生。上下関係や礼儀にうるさい体育会系の女子。元はマラソン選手だったが、交通事故で負傷しマラソンを続けられなくなり、食い道部を立ち上げた。
清水 麗（しみず れい）
2年生。三つ編みにした髪とそばかすが特徴。元はテニスプレイヤーだったが、右肘の故障でテニスを続けられなくなった。
岡崎 ミク（おかざき ミク）
2年生。いつもニット棒をかぶっている。先輩へのお世辞が得意。元は中学柔道全国大会出場選手。柔道の特待生として入学したが、足の怪我で柔道が出来なくなり、その後原田に誘われて食い道部に入部した。
荒川 氷華（あらかわ ひょうか）
1年生。表情に乏しいクールな女の子。中学時代は“氷上のダリア”の異名をとるフィギュアスケートの選手で、幾つもの大会で入賞するほどの名選手だったが、高校進学後に腰の怪我で1年間の休養が必要となる。休部期間にも特待生の学費免除を受けるために、食い道部に在籍することとなった。
星野（ほしの）
食い道部顧問。荒川以外の部員を「ポンコツ」と言っている。元はアスリートだったが、故障で再起不能となり、それでも諦めきれずに挑戦を続けていた。しかし、再起は叶わず引退を余儀なくされ、教職に就いたという過去を持つ。

### 以勢日輪高校
天食祭本選が開かれる以勢神宮の地元の高校。食い道部は創部100年で、天食祭予選に30年連続出場・本選優勝5回の実績を持つ古豪。ただし、今では部が衰退し、正部員も2名のみ。部室も築30年以上の木造小屋で、伝統保存の理由で改築はされていない。
竹山田 リン（たけやまだ リン）
食い道部の92代目の部長。荒木遊よりも小柄な体格をした、カチューシャを着けた女の子。語尾に「ですの」を付ける。
烏井 美里（からすい みさと）
食い道部の正部員。竹山田と共に、以勢日輪高食い道部創部から今に至る100年間の大食いに関する記録をまとめた「直会の手引き」を編纂している。
小鹿（おが）
マスクを着用した、不良めいた外見の大柄な女学生。試合に出場するための数合わせのための部員で実力は無い。語尾に「コラ」をつける。
スミス
長身で度の強いメガネをかけた外国人選手。試合に出場するための数合わせの部員。
狐塚 冬美（こづか ふゆみ）
食い道部のOG。年齢40代。初代天食祭優勝者だが、当時は大会のレベルが低く、おにぎり4個での優勝だった。家事と育児でのストレス発散のために、後輩たちをいびっていたが、現役時代の真相が公になったために、自身が大恥をかくことになった。中学時代に蒼子との食べ比べで負けたことがトラウマになっている。

### 東京青葉学園
関東ブロックを1位で通過したチーム。
村上 マリー（むらかみ マリー）
食い道部部長の3年生。連戦となる天食祭において、体力の温存を念頭においた試合運びを重要と考え、後の試合のことを考えない他校の選手を小馬鹿にするような発言が多い。
葛西 ジュリ（かさい ジュリ）
食い道部部員。

### 夕張農業高校
北海道ブロックを1位で通過したチーム。天食祭は初出場。
小泉 まり子（こいずみ まりこ）
食い道部部長の3年生。アフロヘアーのような髪の女学生。
瓜山（うりやま）
食い道部新入部員。大食いの才能を部長に見込まれている。

### 札幌白墨高校
北海道ブロックを2位で通過したチーム。夕張農業高とは因縁のライバル。
熊田 くるみ（くまだ くるみ）
食い道部部長。夕張農業高の小泉にはライバル心をむき出しにする。
鯱畑 レイ（しゃちはた レイ）
食い道部副部長の3年生。

### なにわ商業高校
関西ブロックを1位で通過したチーム。
井川 礼（いがわ れい）
3年生。競技で食べる物を金で換算し、ただでいくらでも食べられるということをモチベーションにする。
矢部 讃歌（やべ さんか）
食い道部部長の3年生。眼鏡をかけた女学生。競技で出された食べ物の材料費を「1つ何円」と計算する。

### 土佐鳳高校
四国ブロックを1位で通過したチーム。天食祭本戦出場回数が通算10回目の常連校で、よさこい踊りで応援する応援団を同行している。
羽鳥 愛菜（はとり あいな）
食い道部部員。高知県発祥のよさこいを、自分たちの地元が発祥であるかのように考えている北海道民に敵愾心を抱く。
袋田 順（ふくろだ じゅん）
3年生。大柄な少女。
雀田 美野里（すずめだ みのり）
食い道部部員。小柄な少女。

### 琉球女子高校
九州ブロックを2位で通過したチーム。
宮城 なぎさ（みやしろ なぎさ）
食い道部部長の3年生。細目でのんびりした雰囲気の少女。
島袋 なみ（しまぶくろ なみ）
食い道部部員の1年生。黒い髪を頭の上で結わえている少女。

### 秋田サンライズ高校
東北ブロックを1位で通過したチーム。
鬼頭 彩菜（きとう あやな）
食い道部部長の3年生。凛とした雰囲気の少女。

### 鮫島高校
中国ブロックを1位で通過したチーム。
黒田 ナナ（くろだ ナナ）
黒髪ロングの少女。天食祭決勝戦にまで進出する実力を持つ。

### その他
荒木 仁（あらき じん）
荒木遊の兄。喫茶店経営。
赤西 優二（あかにし ゆうじ）
赤西陽菜の弟。完治の難しい病気にかかっており、そのために食事制限をされ、入退院を繰り返している。

## 用語
天娘（てんむす）
和銅5年（712年）に、天にある豊穣の神より授かった地の実りに、感謝を捧げるために行ったとされる「大食い競技」を司った巫女たち。天地の恩恵を祭る彼女たちは人々に「天壌宇迦産霊神子（あめつちうかむすびのみこ）」、すなわち「天娘」と呼ばれ、大変尊敬されたという。天娘にちなんだ大食い競技は現代でも続けられている。
食い道部（くいどうぶ）
大食い競技・「天食祭」に参加することを活動内容とする部活動。結日高校の食い道部は、理科準備室を部室として使用している。
実際に食べるだけでなく、長時間の大食いに耐えるための体力作り、データに基づく研究なども部活動の一環としている。
天食祭（てんじきさい）
毎年8月に開催される、大食い競技の全国大会。聖地とされる以勢神社で行われる。天娘の神事を由来としているため、選手は全て女子学生である。その競技内容は和洋中、丼、麺類などに細分化されている。元は新嘗祭としての役割があるため、五穀の収穫期である秋に開催されていたが、学生の受験勉強の時期を考慮して夏に行われるようになった。
全国を8ブロックに分けて予選を行い、各ブロックの1位と2位の計16校のみ本戦に出場できる。各ブロックは、「北海道・東北・関東・中部・近畿・中国・四国・九州/沖縄」の8つで、結日高校の所属する中部ブロックは「新潟県・長野県・山梨県・静岡県・富山県・石川県・福井県・岐阜県・愛知県・三重県」の10県。
予選は全国で6月末から開催。週に1試合のペースで計5回の大食い競技をトーナメント形式で行い、各ブロックから2校選出する。基本ルールは各校4名ずつの団体戦で、試合内容は各校1名ずつ1対1で食し、より多く食した方の勝ちとなる。3勝したチームの勝利となるが、2対2となった場合は4名の食べた総重量が上回る方の勝利とする。競技のメニューは5回戦全てで異なる。
フライング・相手への妨害・“食”を愚弄する行為などが見られ、大食い競技の競技性を著しく逸していると判断された選手にはペナルティが課される。

## 書誌情報
- 稲山覚也 『てんむす』 秋田書店〈少年チャンピオン・コミックス〉、全10巻
  1. 2011年6月8日発売、ISBN 978-4-253-20615-0
  2. 2011年8月8日発売、ISBN 978-4-253-20617-4
  3. 2011年11月8日発売、ISBN 978-4-253-20618-1
  4. 2012年1月6日発売、ISBN 978-4-253-20619-8
  5. 2012年3月8日発売、ISBN 978-4-253-20620-4
  6. 2012年5月8日発売、ISBN 978-4-253-20623-5
  7. 2012年7月6日発売、ISBN 978-4-253-20626-6
  8. 2012年10月5日発売、ISBN 978-4-253-20627-3
  9. 2012年11月8日発売、ISBN 978-4-253-20628-0
  10. 2013年1月8日発売、ISBN 978-4-253-20629-7